# Spjutbräken

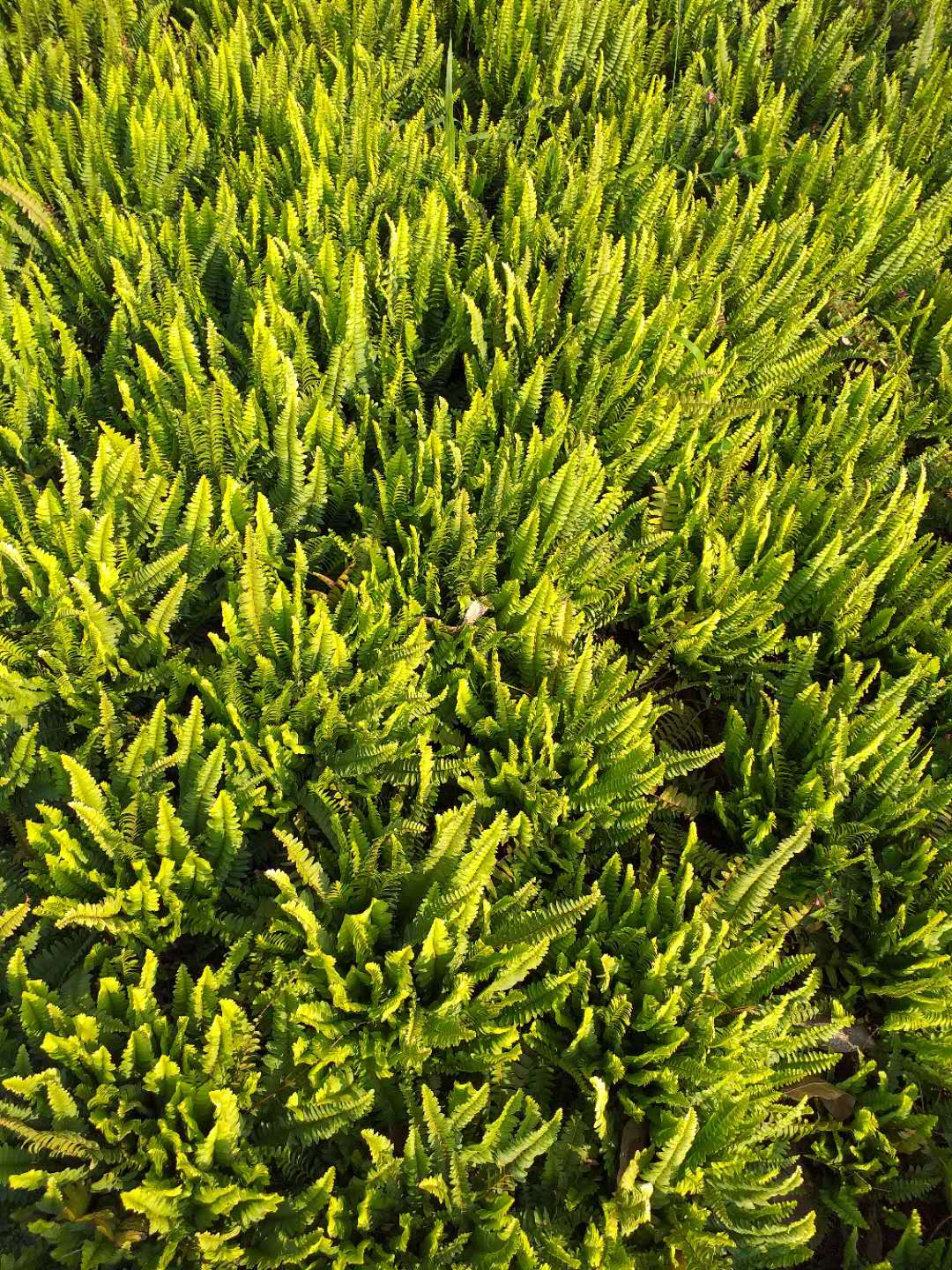
Nephrolepis exaltata

Spjutbräken (Nephrolepis exaltata) är en spjutbräkenväxtart. Spjutbräken ingår i släktet Nephrolepis och familjen Nephrolepidaceae.

## Underarter
Arten delas in i följande underarter:
- N. e. exaltata
- N. e. hawaiiensis

## Bildgalleri

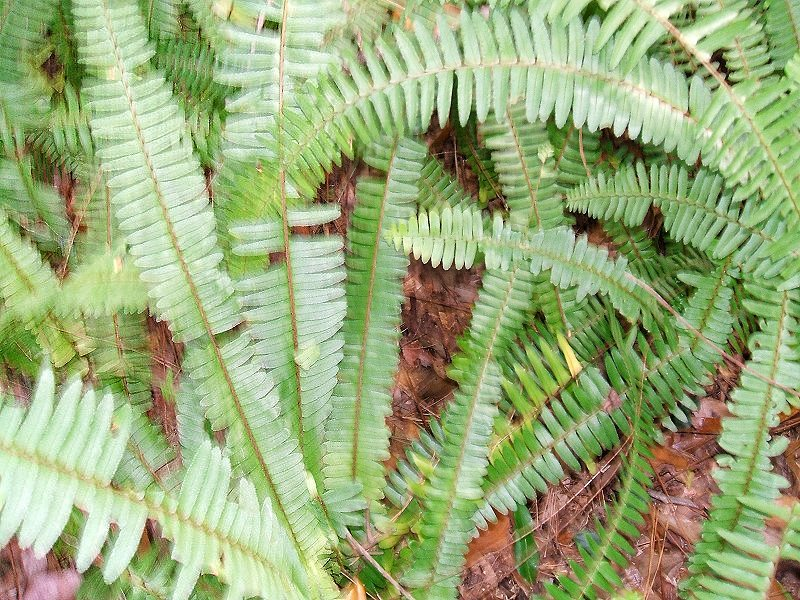
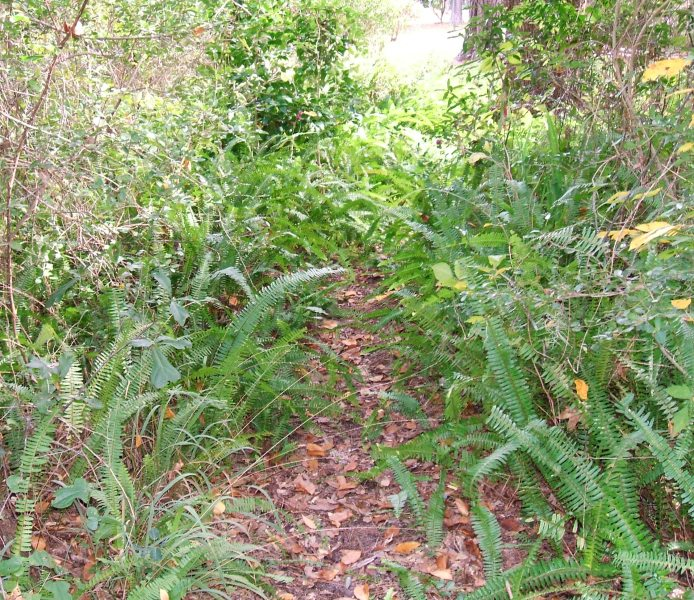